# La Loge-Pomblin
La Loge-Pomblin település Franciaországban, Aube megyében. Lakosainak száma 58 fő (2022. január 1.). La Loge-Pomblin Avreuil, Cussangy, Jeugny, Les Loges-Margueron, Saint-Phal és Vanlay községekkel határos.

## Népesség
A település népessége az elmúlt években az alábbi módon változott:
| Lakosok száma | 79   | 82   | 68   | 67   | 65   | 65   | 68   | 69   | 69   | 58   |
|               | 1968 | 1982 | 1990 | 2006 | 2013 | 2015 | 2017 | 2019 | 2020 | 2022 |